# Raymond Impanis
Raymond Impanis est un coureur cycliste belge, né le 19 octobre 1925 à Berg et mort le 31 décembre 2010 à Vilvorde. Professionnel de 1946 à 1963, il a notamment remporté Paris-Roubaix en 1954, le Tour des Flandres la même année, la Flèche wallonne en 1957, Gand-Wevelgem en 1952 et 1953, et Paris-Nice en 1954 et 1960. Il s'est également classé trois fois parmi les dix premiers du Tour de France, dont il a remporté trois étapes, et a fini troisième du Tour d'Espagne 1956.

## Biographie
Raymond Impanis devient coureur professionnel le 2 octobre 1946 dans l'équipe Alcyon. Dès 1947, il se classe deuxième de Liège-Bastogne-Liège et quatrième de Paris-Roubaix. Il participe en juillet à son premier Tour de France, avec l'équipe de Belgique. Il y remporte la plus longue étape contre-la-montre de l'histoire du Tour, disputée entre Vannes et Saint-Brieuc, avec près de cinq minutes d'avance sur le deuxième, Jean Robic. Il finit sixième au classement général. L'année suivante, il remporte deux nouvelles étapes du Tour, et termine dixième. Il remporte Gand-Wevelgem en 1952 et 1953.
En 1954, Raymond Impanis rejoint l'équipe Mercier dirigée par Antonin Magne. Il y connait sa meilleure année. En mars, il gagne Paris-Nice, après avoir pris la tête du classement général lors de la deuxième étape qu'il remporte à Saint-Étienne. Au début du mois d'avril, il s'impose au Tour des Flandres. La semaine suivante, il ajoute Paris-Roubaix à son palmarès. Présent dans un groupe de 22 coureurs en tête de la course, il attaque à 1 500 m de la ligne l'arrivée, qu'il franchit avec une centaine de mètres d'avance sur le deuxième, Stan Ockers. Ferdi Kübler, quatrième, déclare à après l'arrivée : « Impanis ? C'est un avion. Il n'y avait rien à faire contre lui, il s'est envolé... ».
Raymond Impanis se classe troisième du Tour d'Espagne 1956, et remporte la Flèche wallonne en 1957. En 1960, il s'impose pour la deuxième fois sur Paris-Nice. Il court sa dernière saison en 1963. Il dispute cette année-là son seizième Paris-Roubaix. Ce record est égalé en 2010 par le Néerlandais Servais Knaven puis en 2011 par l'Américain George Hincapie et le Français Frédéric Guesdon avant que ces deux derniers ne portent, en 2012, à dix-sept le record du nombre de participations à l'Enfer du Nord.

## Palmarès

### Palmarès amateur/indépendant
- 1945
  - Grand Prix de la Capitale des Juniors[5]
  - 2e du Tour du Limbourg amateurs
  - 2e de Charleroi-Mont-sur-Marchiennes
- 1946
  - Champion du Hainaut indépendants
  - Tour de Belgique indépendants :
    - Classement général
    - 3e, 5e et 6e (contre-la-montre) étapes

  - Circuit des régions flamandes des indépendants
  - Liège-Charleroi-Liège
  - Tour du Limbourg amateurs :
    - Classement général
    - 5e étape

  - 2e du Grand Prix de la ville de Vilvorde
  - 3e de Bruxelles-Liège
  - 3e du championnat de Belgique indépendants

### Palmarès professionnel
| - 1947 - 5e étape du Tour de Belgique - 19e étape du Tour de France (contre-la-montre) - Berg-Housse-Berg : - Classement général - 1re et 2e étapes - Omnium de la Route : - Classement général - 1rea étape (contre-la-montre) - 2e de Liège-Bastogne-Liège - 4e de Paris-Roubaix - 6e du Tour de France - 1948 - Kampenhout-Charleroi-Kampenhout - Circuit des Ardennes flamandes - Ichtegem - 9e et 10e étapes du Tour de France - 2e de Liège-Bastogne-Liège - 4e du Tour des Flandres - 9e du championnat du monde sur route - 10e du Tour de France - 1949 - À travers la Belgique - 3e étape du Tour de Belgique - Berg-Housse-Berg - 2e du Tour de Belgique - 2e du championnat de Belgique sur route - 2e de Liège-Saint-Hubert - 3e du Grand Prix de la ville de Vilvorde - 5e du Tour des Flandres - 5e du Critérium du Dauphiné libéré - 1950 - Week-end ardennais - 5e étape du Tour de Belgique - Berg-Housse-Berg : - Classement général - 1re étape - 2e du Circuit des régions flamandes - 2e de la Flèche wallonne - 6e du Challenge Desgrange-Colombo - 8e du Tour de France - 9e de Milan-San Remo - 1951 - 3e étape du Tour d'Allemagne - À travers la Belgique : - Classement général - 1re étape - 2e du Grand Prix de la ville de Vilvorde - 3e du Tour d'Allemagne - 3e du Circuit Het Volk - 3e de Hoeilaart-Diest-Hoeilaart - 5e de Milan-San Remo - 6e de Paris-Roubaix - 7e du Tour des Flandres - 9e du Challenge Desgrange-Colombo - 10e de la Flèche wallonne - 1952 - Tour de Hesbaye - 3eb étape de Paris-Nice - Gand-Wevelgem - 2e du Circuit Het Volk - 3e du Grand Prix de Belgique - 3e de la Flèche wallonne - 3e du Week-end ardennais - 3e de Paris-Nice - 3e du Tour de Romandie - 3e du Tour d'Allemagne - 5e du Grand Prix des Nations - 6e de Paris-Bruxelles - 9e du Challenge Desgrange-Colombo - 1953 - Gand-Wevelgem - 2e du Tour d'Algérie - 5e de la Flèche wallonne - 6e de Milan-San Remo - 7e de Paris-Roubaix - 9e du Challenge Desgrange-Colombo - 10e de Liège-Bastogne-Liège | - 1954 - Paris-Nice : - Classement général - 2e étape - Tour des Flandres - Paris-Roubaix - 2e du Challenge Desgrange-Colombo - 2e de Liège-Bastogne-Liège - 3e du Week-end ardennais - 7e de la Flèche wallonne - 1955 - 1reb étape des Trois Jours d'Anvers (contre-la-montre par équipes) - 2e de Liège-Bastogne-Liège - 2e du championnat de Belgique de demi-fond - 3e de Gand-Wevelgem - 5e de Paris-Roubaix - 7e du Challenge Desgrange-Colombo - 1956 - 2e des Trois Jours d'Anvers - 2e du championnat de Belgique de demi-fond - 3e du Tour d'Espagne - 1957 - Flèche wallonne - Grand Prix Stan Ockers - 2e de Paris-Bruxelles - 2e du championnat de Belgique de demi-fond - 2e du Challenge Desgrange-Colombo - 3e du Week-end ardennais - 3e du Tour de Picardie - 5e du Tour de Lombardie - 6e de Paris-Roubaix - 7e du Tour d'Italie - 1958 - 2e du Week-end ardennais - 2e du championnat de Belgique de demi-fond - 3e du Circuit des cinq collines - 4e du Tour de Romandie - 5e de Liège-Bastogne-Liège - 6e de la Flèche wallonne - 9e de Paris-Roubaix - 10e de Milan-San Remo - 1959 - 3e de la Flèche de Hal - 3e du championnat de Belgique de demi-fond - 10e de Paris-Roubaix - 1960 - Paris-Nice - 3e des Six Jours de Madrid (avec Edgard Sorgeloos) - 3e du Grand Prix de la Famenne - 3e du Tour de Sardaigne - 4e de Paris-Bruxelles - 8e du Tour des Flandres - 10e de Paris-Roubaix - 1961 - 2e étape du Tour d'Allemagne - 4ea étape du Tour de Belgique (avec Rik Van Looy et Louis Proost) - 2e de Gand-Wevelgem - 3e du Tour du Limbourg - 3e d'Anvers-Wevelgem - 4e de Paris-Tours - 1962 - 3e de la Flèche brabançonne - 3e du championnat de Belgique de demi-fond - 6e du Tour de Romandie - 9e de Paris-Roubaix - 1963 - 3e du championnat de Belgique de demi-fond |  |

## Résultats sur les grands tours

### Tour de France
8 participations
- 1947 : 6e, vainqueur de la 19e étape (contre-la-montre)
- 1948 : 10e, vainqueur des 9e et 10e étapes
- 1949 : abandon (11e étape)
- 1950 : 8e
- 1953 : 23e
- 1955 : 13e
- 1956 : 33e
- 1963 : 66e

### Tour d'Italie
6 participations
- 1951 : abandon
- 1952 : 25e
- 1954 : abandon
- 1957 : 7e
- 1960 : 40e
- 1961 : abandon

### Tour d'Espagne
1 participation
- 1956 : 3e